# 黑身荷包魚
黑身荷包魚，又名黑身棘蝶魚，俗名黑身神仙，為輻鰭魚綱鱸形目鱸亞目蓋刺魚科的其中一個種。

## 分布
本魚分布於印度西太平洋區，包括印度、印尼、日本、台灣、菲律賓、新幾內亞等海域。

## 深度
水深3至30公尺。

## 特徵
本魚與刺尾鯛科有些類似，但其鰓蓋下方有枚強棘，尾柄上無棘。體卵圓形。吻圓鈍。眼間隔圓凸。口小；兩頜齒呈細刷毛狀。體被小鱗，軀幹部鱗各具一副鱗；側線止於背鰭末端下方。身上除臀鰭、背鰭及尾鰭後緣為黃色外，全身為黑色 。另外胸鰭基部有一枚具藍緣的眼狀斑。背鰭硬棘13枚，軟條17枚；臀鰭硬棘枚，軟條17枚；背鰭與臀鰭軟條部後端圓形；腹鰭尖形，第一軟條延長；尾鰭圓形。體長可達20公分。

## 生態
本魚棲息在珊瑚礁周圍的岩礁區，成對或單獨活動，屬雜食性魚類，以附著生物、藻類為食，本物種為雌雄同體。

## 經濟利用
為觀賞性魚類，較少人食用。